# ليفوموبرولول
ليفوموبرولول وهو أحد حاصرات المستقبل بيتا الودي، وهو مصاوغ مرآتي نوع (S) لموبرولول.